# Agrimoniinae
Agrimoniinae es una subtribu de plantas de la familia de las rosáceas. Se encuentra junto con la subtribu Sanguisorbinae en la tribu Sanguisorbeae. Incluye los géneros endémicos de las montañas africanas Hagenia y Leucosidea.

## Géneros
- Agrimonia
- Aremonia
- Hagenia
- Leucosidea
- Spenceria